# Arne Kern
Arne Kern (* 1991 oder 1992) ist ein deutscher Pokerspieler. Er gewann 2018 beim Millionaire Maker ein Bracelet der World Series of Poker.

## Pokerkarriere
Seine erste Geldplatzierung bei einem Live-Turnier erzielte Kern Ende November 2014 im Casino Aachen. Mitte Dezember 2016 belegte er beim Main Event der European Poker Tour in Prag den 25. Platz und erhielt ein Preisgeld von 27.200 Euro. Im Juni 2017 war er erstmals bei der World Series of Poker (WSOP) im Rio All-Suite Hotel and Casino am Las Vegas Strip erfolgreich und kam bei zwei Turnieren der Variante No Limit Hold’em in die Geldränge. Bei der WSOP 2018 gewann Kern das Millionaire Maker. Dafür setzte er sich gegen 7360 andere Spieler durch und sicherte sich eine Siegprämie von knapp 1,2 Millionen US-Dollar sowie ein Bracelet.
Insgesamt hat sich Kern mit Poker bei Live-Turnieren mindestens 1,2 Millionen US-Dollar erspielt.